# Vrnjci
Vrnjci (szerbül: Врњци), település Szerbiában, a Raškai körzet Vrnjačka Banja-i községében.

## Népesség
- 1948-ban 1 577 lakosa volt.
- 1953-ban 1 734 lakosa volt.
- 1961-ben 1 332 lakosa volt.
- 1971-ben 2 729 lakosa volt.
- 1981-ben 1 569 lakosa volt.
- 1991-ben 1 846 lakosa volt.
- 2002-ben 2 025 lakosa volt, akik közül 1 911 szerb (94,37%), 21 roma, 19 montenegrói, 4 jugoszláv, 4 magyar (0,19%), 3 horvát, 3 macedón, 1 szlovák, 2 egyéb, 4 nem nyilatkozott és 53 ismeretlen.